# Rudolf Hägni
Rudolf Hägni (* 11. August 1888 in Stäfa; † 4. Oktober 1956 in Zürich im Quartier Oberstrass) war ein Schweizer Lehrer, Liedtexter und Schriftsteller in Zürcher Mundart.

## Leben

### Familie
Rudolf Hägni war der Sohn des Seidenferggers Johann Rudolf Hägni und von dessen Ehefrau Anna (geb. Wachter). Er war seit 1920 mit seiner Cousine Martha verheiratet, Tochter des Landwirts Heinrich Wachter.

### Werdegang
Nach einer Ausbildung am Lehrerseminar Küsnacht war Hägni von 1907 bis 1913 als Primarlehrer in Langnau am Albis tätig. 1913 wurde er zum Lehrer im Kreis IV (Aussersihl) in Zürich gewählt und 1914 zum stellvertretenden Schulvorsteher des Schulhauses in der Züricher Nordstrasse ernannt. 1955 wurde er pensioniert.
Hägni leitete das Komitee, das die Bundesfeier in Zürich 1927 organisierte und koordinierte. Der Verkehrsverein von Stäfa bat ihn 1935, die Herbstspiele in Stäfa  auszuarbeiten.
Er betätigte sich neben seiner Aufgabe als Lehrer und Schriftsteller auch als Sprecher im Radio und wurde 1938 in die Redaktionskommission der Zeitschrift Schule und Elternhaus gewählt. 1941 war er in Zürich Präsident des Arbeitsausschusses anlässlich des 650-jährigen Bestehens der Eidgenossenschaft.

### Schriftstellerisches Wirken
Rudolf Hägni verfasste zunächst für seine eigenen Kinder Kindergedichte in Zürcher Mundart, die er später in Sammlungen publizierte, so unter anderem 1928 s’Jahr i und us und 1940 I ghöören es Glöggli. Er verfasste Erzählungen für die Jugend, Bühnenstücke, Singspiele und Kantaten, die auch, ebenso wie einige seiner Gedichte, von namhaften Komponisten vertont wurden. Seine vertonten Gedichte wurden häufig im Radio Beromünster gespielt.
1933 verfasste er neben der Festschrift auch ein Festspiel zur Einweihung des Schulhauses Waidhalde in Wipkingen, unter der Regie von August Schmid (1877–1955). Zu den Kindergedichten verfasste er auch Gedichte für Erwachsene, so unter anderem 1948 Lichter am Weg und 1957 Aabiggold sowie 1927 eine Monografie über Alfred Huggenberger. Er betätigte sich als Redaktor des Silvesterbüchleins, dass jährlich seit 1872 durch den Verein Zürcher Lehrer  zum Schulsilvester veröffentlicht wurde. An der Volkshochschule der Zürcher Landschaft unterrichtete er als Dozent für Literatur. Seine Bücher wurden auch nach seinem Tod weiter aufgelegt.

## Mitgliedschaften
Rudolf Hägni war für das Schweizerische Jugendschriftenwerk tätig, das preiswerte und jugendgerechte Literatur in den vier Landessprachen zur Unterstützung der nachhaltigen Leseförderung in den Schulen vertrieb.
Er war Mitbegründer des Bund Schwyzertüütsch (heute Mundartforum), deren Vizepräsident er war, und leitete bis zu seinem Tod deren Gruppe Züri, die anlässlich seines 60. Geburtstages 1948 einen Rudolf-Hägni-Abend veranstaltete. 1940 war er Präsident der Lesegesellschaft Oberstrass.
Er war Mitbegründer der Züricher Vereinigung Ferien und Freizeit (VFF9/Organisation und Kontaktstelle aller Jugendvereinigungen Zürich (OKAJ)) und wurde 1945 für seine Vorstandstätigkeit geehrt. 1954 wurde er zum Ehrenmitglied des Züricher Stenografischen Vereins ernannt, dessen Vereinsorgan Der Schweizer Stenograph er jahrelang betreute.

## Ehrungen und Auszeichnungen
Rudolf Hägni erhielt verschiedene öffentliche Anerkennungen, unter anderem 1949 eine Ehrengabe der Schweizerischen Schillerstiftung, verbunden mit 500 Franken, für seine volkstümlichen Dichtungen.
Eine weitere Ehrengabe erhielt er 1950 von Emil Landolt, Stadtpräsident von Zürich, auf Antrag der städtischen Literaturkommission.
Der Quartierverein Oberstrass veranstaltete am 15. Oktober 1956 einen Gedenkabend zu Ehren von Rudolf Hägni.

## Schriften (Auswahl)
- s’Jahr-i und-us!: Versli für die Chline. Zürich, 1920.
- Grundsätzliches über den erzieherischen Wert des Märchens. In: Schweizerische pädagogische Zeitschrift, Band 36, Heft 12. 1926. S. 358–360.
- Alfred Huggenberger Persönlichkeit und Werk. Leipzig: L. Staackmann Verlag, 1927.
- Am Brunnen vor dem Tore – Volksliederspiel von Lenz und Liebe, Lust und Leid: für Chor, Soli und kleines Orchester. 1927.
- Zur Kritik an unserer Volksschule. In: Schweizerische pädagogische Zeitschrift, Band 37, Heft 9. 1927. doi:10.5169/seals-788364#384, S. 265–271.
- Ernst Emil Schlatter: eine Darstellung seiner künstlerischen Persönlichkeit. 1930.
- Auf, auf, ihr lieben Kinderlein! Lauter Verse für artige Kinder und für lustige nicht minder. Zürich; Leipzig: Rascher 1932.
- Festschrift zur Einweihung des neuen Schulhauses «Waidhalde», Zürich, Oktober 1933. Zürich: Buchdruckerei Müller, Werder & Co., 1933.
- Festspiel für die Einweihung des Schulhauses Waidhalde (Zürich). Zürich: Buchdruckerei Müller, Werder & Co., 1933.
- Spielen und singen, tanzen und springen! Kleine Spiele und Spielgedichte. Zürich: Schweizerisches Jugendschriftenwerk, 1935.
- Stäfner Herbstspiele, verbunden mit Landwirtschaftlicher Messe. Stäfa 1935.
- De Schuelverschlüüfer; D’ Kafischwöschtere: zwei Stückli. Zürich: Zwingli-Verlag, 1939.
- d’ Wienachtsgschicht Es Spiil für die Chlyne. Zürich: Zwingli, 1939.
- Wochenschlussstunde. In: Schweizerische Lehrerinnen-Zeitung, Band 44, Heft 2. 1939–1940. S. 22–24.
- I ghöören es Glöggli: neui Väärsli für d Chind. Erlenbach-Zürich: Rotapfel-Verlag, 1940.
- Jugendfest-Spiel für eine Schulhauseinweihung. Zürich: Müller, Werder, 1940.
- Wänn alles lätz use chund: drei Jugendspiele. Aarau: Sauerländer, 1940.
- Schwaan, chläb aa!: e luschtigs Stückli für Chind naa eme Määrli vom Bechstein. Zürich: Zwingli-Verlag, 1941.
- Rudolf Hägni; Hans Witzig: Was spilet mer uf dFäschttaag? kleine Spiele in Mundart und Schriftsprache für Schule und Haus. Zürich: Schweizerisches Jugendschriftenwerk, 1941.
- Lichter am Weg – Gedichte. Zürich; Leipzig: Rascher, 1942.
- Dino Larese; Rudolf Hägni: Rägetröpfe. Aarau: Sauerländer, 1942.
- Rudolf Hägni; Jacob Grimm; Wilhelm Grimm: De Naagel: es Stuck für d Chind. Aarau: Sauerländer, 1944.
- Otto Jochum; Rudolf Hägni; Arthur Maximilian Miller: Gesänge an die Nacht: Nach Gedichten von Arthur Maximilian Miller und Rudolf Hägni. Für eine mittlere Stimme, Viola und Klavier; Werk 83. Augsburg; Wien: Böhm, 1944.
- Durch Leid zur Freude. Zollikon, Zürich: Evangelischer Verlag, 1945.
- Wilhelm Busch; Rudolf Hägni: Max und Moritz: E Buebegschicht vo 7 Streiche. Zürich: Rascher, 1945.
- Neue Mundartdichtung. In: Heimatschutz, Band 41. Heft 1. 1946. S. 35–38.
- Tirlitänzli: Chinderväärsli. Olten: Vereinigung Oltner Bücherfreunde, 1947.
- Züritüütsches Jugedbuech. Fryburg: Schwyzerlüt-Verlag, 1947[34].
- Schwyzerdütsch für üsi Schwyzerjuget. In: Schwyzerlüt, Band 9, Heft 3–6. doi:10.5169/seals-181574#166, S. 1–3.
- Fäschtbüechli für grooss und chly züritüütsch und schrifttüütsch. Zürich: Zwingli-Verlag, 1947.
- Ruedolf Hägni; Cili Ringgenberg: Am Feischter. Zürich: Schweizerisches Jugendschriftenwerk, 1948.
- Uf ale Wääge, a der Sunn und im Rääge Väärsli für d’ Chind züritüüsch und schrifttüütsch. Zürich: Rotapfel Verlag, 1948.
- Wie schaffen Lehrer und Schüler gemeinsam ein Spiel? In: Schweizerische Lehrerinnen-Zeitung, Band 53, Heft 4. 1948–1949. doi:10.5169/seals-315439#324, S. 51–54.
- Rudolf Hägni; Margarethe Lipps (Illustratorin): Öiseri Chly: Väärsli. Zürich: Rascher, 1949.
- Der Schulfunk auf der Elementarschule. In: Schweizerische Lehrerinnenzeitung, Band 54, Heft 8. 1949–1950. S. 121–125.
- De Lehrer chrank, gottlob und dank! Aarau: Sauerländer, 1949.
- Spruchbüechli: züritüütsch und schrifttüütsch. Zürich Zwingli-Verl. 1949.
- Eduard Schönenberger; Rudolf Hägni: Goldene Zeit Kinderlieder, Gespräche und Idyllen. Zürich: Gut 1949.
- Singen und spielen, juchhei!: Reigenspiele und Spielgedichte in Mundart und Schriftsprache. Zürich: Schweizerisches Jugendschriftenwerk, 1950.
- D’ Wiehnachtsgschicht: i föif Bilder. Zürich: Tobler, 1951.
- Spiel für eine Schulhaus-Einweihung. Zürich, A. Tobler, 1951.
- Rudolf Hägni; André Jacot: S’Lied am See: Festspiel für das Sängerfest des Sängervereins Zürichs in Küsnacht. Küsnacht: Buchdruckerei Küsnacht, 1952.
- De Samichlaus chund de Schlüssel verloore. Aarau: Sauerländer, 1952.
- Rudolf Hägni; Fritz Butz: Theööterle, wer macht mit?: Gsprööchli und Stückli, züritüütsch und schrifttüütsch. Zürich: Schweizerisches Jugendschriftenwerk, 1953.
- Lachpülverli gfelig? E luschtigs Huusbuech züritüütsch u. schrifttüütsch. Elgg: Volksverlag, 1954.
- Es Gspängscht und föif anderi Spiil. Zürich: Tobler, 1956.
- Rudolf Hägni; Johann Peter Hebel: En verwöhnte Hotelgascht. Zürich: Tobler, 1956.
- Aabiggold – Gedichte aus dem Nachlass. Stäfa, T. Gut, 1957.
- Ruedolf Hägni; Martha Brauchlin; Luise Kuhn: Komm mit in den Wald!: Väärsli, Liedli, Gsprööchli und Gschichtli i der Mundaart und Schriftspraach. Zürich: Schweizerisches Jugendschriftenwerk, 1961.
- Eduard Schönenberger; Rudolf Hägni: D Kafivisite und anderi luschtigi Stückli. Zürich: Schweizerisches Jugendschriftenwerk, 1962 (2. Auflage).
- Gloggegglüüt züritüütsch Väärs. Stäfa: Gut 1975.
- Us mym Väärsli-Chrättli: züritüütschi und schrifttüütschi Chindervärsli, Sprüchli und Gebättli. Stäfa: Th. Gut, 1978.

### Gedichte und Kurzgeschichten (Auswahl)
- Meiner Mutter. In: Am häuslichen Herd, Band 28, Heft 12. 1924–1925. S. 371.
- Hanslis Weihnachtswunsch. In: Schweizerische Lehrerzeitung, Band 70, Heft 49. 1925.
- Sonnenuntergang. In: Am häuslichen Herd, Band 29, Heft 2. 1925–1926.
- Nachts. In: Am häuslichen Herd, Band 29, Heft 3. 1925–1926. S. 79.
- Der Bucklige. In: Am häuslichen Herd, Band 29, Heft 3. 1925–1926. S. 82–85.
- Chindeliedli. In: Am häuslichen Herd, Band 29, Heft 6. 1925–1926. S. 183.
- De Früehlig! In: Am häuslichen Herd, Band 29, Heft 7. 1925–1926. S. 204.
- Schlafliedli. In: Am häuslichen Herd, Band 29, Heft 8. 1925–1926. S. 249.
- Trost. In: Am häuslichen Herd, Band 29, Heft 9. 1925–1926. S. 274.
- Altes Städtchen. In: Am häuslichen Herd, Band 29, Heft 10. 1925–1926. S. 303.
- Einer Mühseligen. In: Am häuslichen Herd, Band 30, Heft 1. 1926–1927. S. 5.
- Vom Tode. In: Am häuslichen Herd, Band 30, Heft 8. 1926–1927. S. 188.
- De Wetterprofet. In: Am häuslichen Herd, Band 30, Heft 12. 1926–1927. S. 282.
- Lächeln im Traum. In: Am häuslichen Herd, Band 30, Heft 16. 1926–1927. S. 381.
- Auf mein Kind. In: Am häuslichen Herd, Band 30, Heft 19. 1926–1927. S. 435.
- Brüderlichkeit. In: Am häuslichen Herd, Band 31, Heft 6. 1927–1928. S. 139.
- Aufschwung. In: Am häuslichen Herd, Band 31, Heft 7. 1927–1928. S. 160.
- Einer Gemiedenen. In: Am häuslichen Herd, Band 31, Heft 8. 1927–1928. S. 179.
- Traumruf. In: Am häuslichen Herd, Band 31, Heft 9. 1927–1928. S. 200.
- Enttäuschte Schöne. In: Am häuslichen Herd, Band 31, Heft 10. 1927–1928. S. 217.
- Vorfrühling. In: Am häuslichen Herd, Band 31, Heft 11. 1927–1928. S. 258.
- Abend. In: Am häuslichen Herd, Band 31, Heft 24. 1927–1928. S. 561.
- Nächtliche Berglandschaft. In: Am häuslichen Herd, Band 32, Heft 18. 1928–1929. S. 420.
- Dorf im Abendschein. In: Am häuslichen Herd, Band 23, Heft 18. 1928–1929. S. 534.
- Engelhaar. In: Schweizerische Lehrerzeitung, Band 74, Heft 49. 1929. S. 35.
- Henne und Osterhas. In: Neue Zürcher Zeitung vom 16. April 1930.
- Spätherbst. In: Am häuslichen Herd, Band 34, Heft 3. 1930–1931. S. 56.
- Mondnacht. In: Am häuslichen Herd, Band 34, Heft 9. 1930–1931. S. 207.
- Sommermittag. In: Am häuslichen Herd, Band 34, Heft 22. 1930–1931. S. 527.
- Bildstöcklein bei Ascona. In: Am häuslichen Herd, Band 34, Heft 23. 1930–1931. S. 553.
- Schlafender. In: Am häuslichen Herd, Band 35, Heft 22. 1931–1932. S. 527.
- Das Zwerglein. In: Neue Zürcher Zeitung vom 20. Juni 1932.
- Blumenlegendchen. In: Am häuslichen Herd, Band 36, Heft 22. 1932–1933. S. 526.
- St. Nikolaus und das Eselein. In: Neue Zürcher Zeitung vom 6. Dezember 1933.
- Sommerabend. In: Am häuslichen Herd, Band 37, Heft 24. 1933–1934. S. 561.
- Zum Willkomm. In: Schweizerische Lehrerzeitung, Band 79, Heft 26. 1934. S. 49.
- Wandlung. In: Schweizerische Lehrerzeitung, Band 79, Heft 49. 1934. S. 17.
- Werdet Helden des Friedens! In: Schweizerische Lehrerinnen-Zeitung, Band 39, Heft 14. 1934–1935. doi:10.5169/seals-313070#516, S. 251.
- Lehrer und Schüler. In: Schweizerische Lehrerinnen-Zeitung, Band 39, Heft 17. 1934–1935. S. 268–269.
- Was im Mai in der Maikäfer-Zeitung zu lesen war. In: Schweizerische Lehrerinnen-Zeitung, Band 39, Heft 18. 1934–1935. S. 290.
- Waldvögelein. In: Am häuslichen Herd, Band 38, Heft 24. 1934–1935. S. 307.
- Am heiligen Abend. In: Die Berner Woche in Wort und Bild. Band 25, Heft 51, 1935, S. 1012.
- Mondaufgang. In: Am häuslichen Herd, Band 39, Heft 24. 1935–1936. S. 574.
- ’s neu Jahr seid. In: Am häuslichen Herd, Band 40, Heft 7. 1936–1937. S. 163.
- Auf den Pfaden der Kindheit. In: Am häuslichen Herd, Band 40, Heft 12. 1936–1937. S. 284.
- Blüte und Frucht. In: Am häuslichen Herd, Band 40, Heft 18. 1936–1937. S. 415.
- Schweizer Gebet. In: Die Berner Woche in Wort und Bild, Band 27, Heft 38. 1937.
- De Chrottevetter. In: Neue Zürcher Zeitung vom 14. Juni 1939.
- Gebet am Weihnachtsabend. In: Schweizerische Lehrerinnen-Zeitung, Band 43, Heft 5. 1938–1939. S. 65.
- Am heiligen Abend. In: Schweizerische Lehrerinnen-Zeitung, Band 43, Heft 6. 1938–1939. S. 83.
- Teure Greisin. In Neue Zürcher Nachrichten vom 15. Oktober 1940.
- Wümet. In: Schweizerische Lehrerinnen-Zeitung, Band 44, Heft 2. 1939–1940. S. 21.
- Es Trüübli. In: Schweizerische Lehrerinnen-Zeitung, Band 44, Heft 2. 1939–1940. S. 22.
- Diplomate. In: Nebelspalter, Band 66, Heft 27. 1940. S. 2.
- Glossen. In: Nebelspalter, Band 66, Heft 37. 1940. S. 4.
- Das Gerücht. In: Die Berner Woche, Band 23, Heft 23. 1940. doi:10.5169/seals-644469#570, S. 573.
- ’s Wiehnachtsglöggli und Schlafliedchen vor Weihnachten. In: Schweizerische Lehrerinnen-Zeitung, Band 45, Heft 5. 1940–1941. S. 73.
- Zur Jahreswende. In: Schweizerische Lehrerinnen-Zeitung, Band 45, Heft 7. 1940–1941. S. 103.
- Leiser als alle Töne... In: Sinfonia – offizielles Organ des Eidgenössischen Orchesterverband, Band 2, Heft 5–6. 1941. S. 78.
- Das letzte Wort hat nicht der Tod. In: Sinfonia – offizielles Organ des Eidgenössischen Orchesterverband, Band 2, Heft 11. 1941. doi:10.5169/seals-956119#140, S. 137.
- Seebuebelied. In: Schwyzerlüt, Band 4, Heft 7–10. 1941–1942. S. 12.
- Liebi Sächli und D Zürisee-Heimet. In: Schwyzerlüt, Band 4, Heft 7–10. 1941–1942. S. 79.
- Am Zürisee amen Aabig und S Heimetglüüt. In: Schwyzerlüt, Band 4, Heft 7–10. 1941–1942. S. 80.
- D Mueterspraach. In: Mitteilungen des Deutschschweizerischen Sprachvereins, Band 26, Heft 6–6. 1942.
- Fyraabig. In: Nebelspalter, Band 68, Heft 6. 1942. S. 2.
- De Junggsell und Jumpferelied. In: Nebelspalter, Band 68, Heft 8. 1942. S. 17.
- Tütsche. In: Schweizerische Lehrerinnen-Zeitung, Band 47, Heft 14. 1942–1943. S. 243.
- Bildchen. In: Am häuslichen Herd, Band 46, Heft 15. 1942–1943. doi:10.5169/seals-670515#392, S. 325.
- Oeffnet Eure Hände. In: Neue Zürcher Nachrichten vom 6. Oktober 1943.
- Sommernacht. In: Am häuslichen Herd, Band 47, Heft 20. 1943–1944. S. 388.
- Spruch. In: Schweizerische Lehrerinnen-Zeitung, Band 48, Heft 16. 1943–1944. S. 267.
- Lehrer und Schüler. In: Schweizerische Lehrerinnen-Zeitung, Band 48, Heft 24. 1943–1944. S. 387.
- Sommernacht. In: Oberländer Tagblatt vom 3. August 1944.
- Pfingsten 1945. In: Engadiner Post vom 19. Mai 1945.
- Drü Gedicht (Sundig, Morge-Lied und Bärgfahrt). In: Schwyzerlüt, Band 8, Heft 8–9. 1945–1946. S. 7.
- Sächs Gedicht vom Rudolf Hägni. In: Schwyzerlüt, Band 8, Heft 8–9. 1945–1946. doi:10.5169/seals-181056#231, S. 19.
- Öiseri Heimet. In: Schwyzerlüt, Band 8, Heft 10–12. 1945–1946. S. 5.
- De Seebueb. In: Schwyzerlüt, Band 8, Heft 10–12. 1945–1946. S. 22.
- Schwyzer. In: Schwyzerlüt, Band 8, Heft 10–12. 1945–1946. S. 44.
- D Flädermuus. In: Schwyzerlüt, Band 9, Heft 3–6. 1947. S. 21–23.
- Im Färie-Paredys. In: Schwyzerlüt, Band 9, Heft 3–6. 1947. doi:10.5169/seals-181589#201, S. 36–42.
- D Gründig vom Fraumöischter. In: Schwyzerlüt, Band 9, Heft 3–6. 1947. S. 46–47.
- Zwee Streich vom Paneeter-Buume. In: Schwyzerlüt, Band 9, Heft 3–6. 1947. doi:10.5169/seals-181602#232, S. 67–69.
- Mein Jugendparadies. In: Am häuslichen Herd, Band 50, Heft 22. 1946–1947. doi:10.5169/seals-672172#523, S. 432–435.
- Direktor Hollenwegers Weihnachtswunsch: eine Weihnachtsgeschichte. In: Am häuslichen Herd, Band 51, Heft 6. 1947–1948. S. 112–118.
- Im Maie. In: Am häuslichen Herd, Band 51, Heft 15. 1947–1948. S. 298.
- Mängs Wybli ... In: Schweizerische Lehrerinnenzeitung, Band 52, Heft 3. 1947–1948. S. 39.
- Am Heiligen Abend. In: Schweizerische Lehrerinnenzeitung, Band 52, Heft 4. 1947–1948. S. 57.
- Oschtere. In: Schweizerische Lehrerinnenzeitung, Band 52, Heft 12. 1947–1948. S. 187.
- Zum Schulanfang. In: Schweizerische Lehrerinnenzeitung, Band 52, Heft 13–14. 1947–1948. S. 199.
- Der Sunn naa. In: Schweizerische Lehrerinnenzeitung, Band 52, Heft 15. 1947–1948. S. 220.
- Diverse Gedichte. In: Schwyzerlüt, Band 10, Heft 7–9. 1948. S. 13.
- Der Ungeist. In: Nebelspalter, Band 74, Heft 20. 1948. S. 23.
- De Samichlaus. In: Schweizerische Lehrerinnenzeitung, Band 53, Heft 4. 1948–1949. S. 54.
- 's Chrischtbäumli. In: Schweizerische Lehrerinnenzeitung, Band 53, Heft 5. 1948–1949. S. 70.
- Hornig. In: Schweizerische Lehrerinnenzeitung, Band 53, Heft 9. 1948–1949. S. 132.
- Früelig. In: Am häuslichen Herd, Band 52, Heft 13. 1948–1949. S. 256.
- De Samichlaus ghöörts. In: Schweizerische Lehrerinnenzeitung, Band 54, Heft 5. 1949–1950. S. 71.
- Zeit und Ewigkeit. In: Am häuslichen Herd, Band 53, Heft 15. 1949–1950. S. 293.
- 'S Puuregärtli. In: Am häuslichen Herd, Band 54, Heft 2. 1950–1951. S. 31.
- Am Wiehnachtsabig. In: Schweizerische Lehrerinnenzeitung, Band 55, Heft 4. 1950–1951. S. 65.
- Wäleschlaag. In: Neue Zürcher Zeitung vom 2. Juni 1951.
- Vom Samichlaus. In: Neue Zürcher Nachrichten vom 6. Dezember 1951.
- Der Weihnachtsstern. In: Schweizerische Lehrerinnenzeitung, Band 56, Heft 5–6. 1951–1952. S. 59.
- Theorie und Praxis. In: Nebelspalter, Band 78, Heft 31. 1952. S. 6.
- De Joggi prichtet vo syner Frau. In: Nebelspalter, Band 78, Heft 33. 1952. S. 19.
- Hahn und Henne. In: Nebelspalter, Band 78, Heft 34. 1952. S. 18.
- Der Held der neuen Zeit. In: Nebelspalter, Band 78, Heft 35. 1952. S. 2.
- Normal. In: Nebelspalter, Band 78, Heft 38. 1952. S. 6.
- Der allzu bedenkliche Freier. In: Nebelspalter, Band 78, Heft 46. 1952. doi:10.5169/seals-491812#8011, S. 18.
- Die Alten und die Junge. In: Nebelspalter, Band 78, Heft 49. 1952. S. 24.
- Was ist eine Sitzung? In: Nebelspalter, Band 78, Heft 50. 1952. S. 2.
- Neujahrsspruch. In: Schweizerische Lehrerinnenzeitung, Band 57, Heft 7. 1952–1953. S. 103.
- Den Toten. In: Am häuslichen Herd, Band 56, Heft 3. 1952–1953. S. 47.
- Am heiligen Abend. In: Am häuslichen Herd, Band 56, Heft 6. 1952–1953. S. 117.
- Zum neuen Jahr. In: Am häuslichen Herd, Band 56, Heft 7. 1952–1953. S. 129.
- Die ungleichen Brüder. In: Am häuslichen Herd, Band 56, Heft 12. 1952–1953. doi:10.5169/seals-668554#281, S. 232–238.
- Abziehendes Gewitter. In: Am häuslichen Herd, Band 56, Heft 20. 1952–1953. S. 391.
- Heimat-Erde. In: Am häuslichen Herd, Band 56, Heft 21. 1952–1953. S. 408.
- De Winter chund. In: Schweizerische Lehrerinnenzeitung, Band 58, Heft 4. 1953–1954. S. 62.
- De Früelig chund!. In: Schweizerische Lehrerinnenzeitung, Band 58, Heft 14. 1953–1954. S. 219.
- Sommer. In: Schweizerische Lehrerinnenzeitung, Band 58, Heft 20–21. 1953–1954. doi:10.5169/seals-316410#613, S. 315.
- Still wie er kam ... In: Der Bund vom 20. Februar 1953.
- Am Neujahr. In: Nebelspalter, Band 79, Heft 1. 1953. S. 26.
- Standes bewusst. In: Nebelspalter, Band 79, Heft 2. 1953. S. 22.
- Pessimist und Optimist. In: Nebelspalter, Band 79, Heft 4. 1953. S. 29.
- De Butztüüfel. In: Nebelspalter, Band 79, Heft 6. 1953. S. 7.
- Fasnächtliche Meditation. In: Nebelspalter, Band 79, Heft 7. 1953. S. 7.
- Lob des Schwärmers. In: Nebelspalter, Band 79, Heft 10. 1953. S. 18.
- Trutzliedli. In: Nebelspalter, Band 79, Heft 11. 1953. S. 30.
- Hinenaa. In: Nebelspalter, Band 79, Heft 15. 1953. S. 35.
- Regierung "spielen!". In: Nebelspalter, Band 79, Heft 28. 1953. S. 34.
- Der fröhliche Musikant. In: Nebelspalter, Band 79, Heft 38. 1953. S. 2.
- "Lebenskünstler". In: Nebelspalter, Band 79, Heft 39. 1953. S. 19.
- Der wahre Schweizer. In: Nebelspalter, Band 79, Heft 41. 1953. doi:10.5169/seals-492692#7830, S. 25.
- Helde. In: Nebelspalter, Band 79, Heft 42. 1953. S. 18.
- Lied vom Bückling. In: Nebelspalter, Band 79, Heft 46. 1953. S. 2.
- Das Musterkind. In: Nebelspalter, Band 79, Heft 49. 1953. S. 15.
- Aarm oder rych? In: Nebelspalter, Band 79, Heft 50. 1953. S. 44.
- Trost. In: Der Bund vom 17. Oktober 1954.
- Öiseri Schwyz und Es Schwyzerbüebli. In: Schwyzerlüt, Band 16, Heft 3. 1954. S. 9.
- Redet rächt züritüütsch! In: Heimatschutz, Band 49, Heft 1. 1954. S. 31.
- Chränzlizyt. In: Nebelspalter, Band 80, Heft 2. 1954. S. 7.
- Seehünd im Rhy! In: Nebelspalter, Band 80, Heft 9. 1954. S. 12.
- "Ein bisschen rouge!". In: Nebelspalter, Band 80, Heft 14. 1954. S. 35.
- Kleine Nasen-Romanze. In: Nebelspalter, Band 80, Heft 16. 1954. S. 20.
- E nöis Usschtelligsobjäkt! In: Nebelspalter, Band 80, Heft 22. 1954. S. 7.
- Wuurscht wider Wuurscht! In: Nebelspalter, Band 80, Heft 25. 1954. S. 17.
- Worte, in den Wind geschrieen... In: Nebelspalter, Band 80, Heft 28. 1954. S. 12.
- S Wätter und d Lüüt. In: Nebelspalter, Band 80, Heft 31. 1954. S. 31.
- Tüüfsinig! In: Nebelspalter, Band 80, Heft 33. 1954. S. 15.
- Necklied. In: Nebelspalter, Band 80, Heft 42. 1954. S. 33.
- Der Lehnstuhl im Brockenhaus spricht. In: Nebelspalter, Band 80, Heft 46. 1954. doi:10.5169/seals-494069#8826, S. 8.
- Selbsterkenntnis. In: Nebelspalter, Band 80, Heft 49. 1954. doi:10.5169/seals-494140#9180, S. 30.
- Lehrer und Schüler. In: Nebelspalter, Band 80, Heft 50. 1954. S. 47.
- Aber die Liebe... In: Am häuslichen Herd, Band 58, Heft 9. 1954–1955. S. 168.
- Die Kinder Gottes. In: Am häuslichen Herd, Band 58, Heft 24. 1954–1955. S. 479.
- Problematisch = zeitgemäss! In: Nebelspalter, Band 81, Heft 6. 1955. S. 28.
- Beim Betrachten dieser Bilder. In: Nebelspalter, Band 81, Sonderheft. 1955. S. 35.
- Die zwei Lager. In: Nebelspalter, Band 81, Heft 28. 1955. S. 9.
- Stosssüüfzger vom ere Frau. In: Nebelspalter, Band 81, Heft 41. 1955. S. 17.
- O Eitelkeit der Welt... In: Nebelspalter, Band 81, Heft 52. 1955. S. 25.
- Schritte in der Nacht. In: Neue Zürcher Nachrichten vom 7. Juni 1955.
- Trooscht. In: Engadiner Post vom 9. Juni 1955.
- Novämber. In: Am häuslichen Herd, Band 59, Heft 4. 1955–1956. S. 69.
- Es Wätter am See. In: Neue Zürcher Zeitung vom 4. August 1956.
- Früelig. In: Nebelspalter, Band 82, Heft 14. 1956. S. 29.
- Was seited d Lüüt! In: Nebelspalter, Band 82, Heft 35. 1956. S. 31.
- D Mueterspraach. In: Schwyzerlüt, Band 20, Heft 4. 1958. S. 16.
- Bundesfyr. In: Schwyzerlüt, Band 20, Heft 4. 1958. S. 39.
- Schwyzertüütsch. In: Schwyzerlüt, Band 20, Heft 4. 1958. S. 44.
- Am Zürisee und D Fischer. In: Schwyzerlüt, Band 20, Heft 4. 1958. S. 59.
- Aabiggold. In: Schwyzerlüt, Band 20, Heft 4. 1958. doi:10.5169/seals-187422#423, S. 82.
- Helle und dunkle Welt. In: Heimatbuch Meilen, Band 3. 1962. doi:10.5169/seals-953717#11, S. 5–8.
- Am Zürisee z Aabig. In: Heimatschutz, Band 58, Heft 3. 1963. S. 22.

### Vertonte Gedichte (Auswahl)
- Liebeslied, Op. 36 No. 3. Komponist: Werner Wehrli[35].
- Anruf, Op. 36 No. 4. 1933. Komponist: Werner Wehrli[36].
- J. Weber; Rudolf Hägni; Hanns Ehrismann: Am Brunnen vor dem Tore: Volksliederspiel von Lenz und Liebe, Lust und Leid: für Chor, Soli und kleines Orchester. Zürich: Weber-Honegger, 1930.
- ’s Jahr-i und -us!: Versli für die Chline. Zürich: Müller, Werder & Co, 1930.
- Ernst Zogg; Albert Hess; Rudolf Hägni: Neime ghöri öppis lüte. Horgen: C. Brühwiler, 1931.
- Das Jahr des Kindes: 100 neue Lieder von Schweizer Komponisten für Schule und Haus. Zürich; Leipzig, 1935.
- Immanuel Johannes Kammerer; Rudolf Hägni: Wir geben eine Zeitung heraus: Musik für zweistimmigen Kinderchor, Soli, zwei- bis dreistimmigen Violinenchor (1. Lage), evtl. Bratsche, Cello ider Bläser u. Klavier: Op. 23. Zürich; Leipzig: Hug, 1935.
- Alfred Keller; Rudolf Hägni: Besuch im Schlaraffenland: ein Spiel für Kinder: für 2 Flöten, 2 Geigen, Cello, Kinderchor und Klavier. Zürich: Gebrüder Hug, 1937.
- Gang, lueg d'Heimet a!: Wanderlied: Frauenchor. Die Schweiz, Heft 8–10. 1941. doi:10.5169/seals-779906#483, S. 17[37].
- Härdöpfel-Liädli. In: Schweizerische Lehrerinnenzeitung, Band 50, Heft 24. 1945–1946. S. 576.
- Wanderliedchen. In: Schweizerische Lehrerinnenzeitung, Band 52, Heft 21–22. 1947–1948. doi:10.5169/seals-315412#654, S. 329.
- Albert Jenny; Rudolf Hägni: Freude und Schmerz – Ewig von Anbeginn reicht ein Geschlecht. Solothurn: Solothurner Musikverlag, 1949.
- Albert Jenny; Rudolf Hägni: Requiem jetzt, da die Flöten des Herbstes. Solothurn: Solothurner Musikverlag, 1949.
- André Jacot; Rudolf Hägni: Ferien juchhe! – ein lustiges Spiel für Kinder. Zürich: Hug, 1952.
- Rudolf Hägni; André Jacot: Festspiel für das Sängerfest de Sängervereins vom Zürichsee in Küsnacht 1952. Zürich 1952[38].
- Rudolf Hägni; Albert Jenny: Gemüsemarktkantate. 1952[39].
- Walter Iten; Rudolf Hägni: Aabiglied am Himel blienzlet scho en Stäärn. Zürich: Hug & Co., 1953.
- André Jacot; Rudolf Hägni: Trinklied preis dir, du goldner Wein! Zürich: Musikverlag zum Pelikan, 1953.
- Otto Uhlmann; Rudolf Hägni: Spruch nütze die Stunde! Zürich: Hug, 1953.
- André Jacot; Rudolf Hägni: Wuntsch möcht nanig stäärbe. Zürich: Musikverlag zum Pelikan, 1954.
- André Jacot; Rudolf Hägni: Waldvögelein, Waldvögelein, kleines, istʹs Lust oder Schmerz? Zürich: Musikverlag zum Pelikan, 1954.
- André Jacot; Rudolf Hägni: ʹs Gäärtli Wien e chlyses Paradysli lyts. Zürich: Musikverlag zum Pelikan, 1954.
- Albert Jenny; Rudolf Hägni: Freude und Schmerz – Ewig von Anbeginn reicht ein Geschlecht. Solothurn: Solothurner Musikverlag, 1954.
- Walter Schmid; Rudolf Hägni: Morgenlied, Nacht ist vergangen. Zürich: Musikverlag zum Pelikan, 1954.
- Ernst Hess; Rudolf Hägni: Schweizergebet: Für Jugendchor, Blockflöten, Geigen, Cello und Singbass. Zürich: Hug, 1957.